# Radîvonivka, Iakîmivka
Radîvonivka (în ucraineană Радивонівка) este localitatea de reședință a comunei Radîvonivka din raionul Iakîmivka, regiunea Zaporijjea, Ucraina.

## Demografie
Componența lingvistică a localității Radîvonivka
     Rusă (79,66%)
     Ucraineană (16,64%)
     Alte limbi (0,11%)
Conform recensământului din 2001, majoritatea populației localității Radîvonivka era vorbitoare de rusă (79,66%), existând în minoritate și vorbitori de ucraineană (16,64%) și armeană (1,05%).